# Chaux-Neuve
 Chaux-Neuve  es una comuna y población de Francia, en la región de Franco Condado, departamento de Doubs, en el distrito de Pontarlier y cantón de Mouthe.
Está integrada en la Communauté de communes des Hauts du Doubs .

## Demografía[3]
| 786 | 701 | 737 | 685 | 681 | 702 | 742 | 745 | 753 | 718 | 690 | 570 | 520 | 523 | 527 | 518 | 504 | 502 | 502 | 377 | 351 | 328 | 294 | 284 | 288 | 292 | 274 | 252 | 202 | 180 | 191 | 223 | 253 |
| Para los censos de 1962 a 1999 la población legal corresponde a la población sin duplicidades (Fuente: INSEE [Consultar]) |     |     |     |     |     |     |     |     |     |     |     |     |     |     |     |     |     |     |     |     |     |     |     |     |     |     |     |     |     |     |     |     |